# Lúcio Gera
Lúcio Gera (17 de janeiro de 1924, Pasiano di Pordenone - 7 de agosto de 2012, Buenos Aires) foi um teólogo católico ítalo-argentino e professor emérito da Pontifícia Universidade Católica Argentina. Ele foi considerado um professor teológico formativo do Papa Francisco. 

## Biografia
Quando Lúcio tinha cinco anos, a família se mudou para a Argentina. No dia 20 de setembro de 1947, foi ordenado sacerdote em Buenos Aires. Obteve doutorado em teologia pela Universidade de Bonn. Foi professor na Faculdade de Teologia da Pontifícia Universidade Católica Argentina (UCA).
Em 1948 foi nomeado como vigário paroquial de San Bartolomé; entre 1949 e 1950, atuou como vigário paroquial de San Rafael Arcángel; entre 1950 e 1951, foi vigário paroquial de Nuestra Señora del Pilar; entre 1952 a 1956, esteve em Roma e Bonn estudando teologia; entre 1956 e 1957, foi capelão do Colégio Virgen Niña; entre 1957 e 1958, foi capelão das Misioneras Cruzadas de la Iglesia; entre 1957 e 1961, esteve dedicado à Faculdade de Teologia; entre 1958 e 1964, foi professor do Seminário de Villa Devoto; entre 1979 e 1985, esteve dedicado à Faculdade de Teologia; em 1977, foi Diretor do Conselho Doutrinal Arquidiocesano de Buenos Aires; entre 1991 a 1999 foi Conselheiro da Comissão Arquidiocesana de Cultura.
Foi nomeado o primeiro reitor da Faculdade de Teologia da Pontifícia Universidade Católica da Argentina, tomando posse durante o Concílio Vaticano II, em 9 de março de 1965. Tornou-se professor emérito em 1995.
Em 24 de fevereiro de 1988, foi nomeado Prelado de Honra de Sua Santidade e recebeu o título de monsenhor do Papa João Paulo II, apesar de nunca ter usado o título, preferindo continuar sendo conhecido como Padre Gera.
Integrou a Equipe de Reflexão Teológico-Pastoral do Celam, da Comissão Teológica Internacional e do Pontifício Conselho para os Leigos. Participou das Conferências de Medellín (Colêmbia) e de Puebla (México).
Padre Gera foi velado na Catedral Metropolitana de Buenos Aires, onde o Cardeal Bergoglio presidiu um solene responsório, após o qual será sepultado na cripta da Catedral.
Em sua memória, a UCA entrega o Premio Lucio Gera, através do Instituto de Cultura Universitaria, a um aluno de destaque.

## Teologia
Foi um dos primeiros a apoiar a Teologia da Libertação, a partir de uma perspectiva mais espiritual do que política. Valorizava a religiosidade popular e era atento ao pensamento das comunidades nativas.
Gera e Juan Carlos Scannone são considerados os dois teólogos que mais influenciaram o pensamento do Papa Francisco. É o principal teólogo de uma variante da Teologia da Libertação, conhecida como "Teologia do Povo".
A primeira expressão da teologia do povo foi a Declaração de São Miguel feita pelo Episcopado Argentino em 1969, especialmente no documento n.º 6 referente à pastoral popular, documento que Medellín aplicou à Argentina. Nos anos seguintes, Gera continuou a aprofundar a Teologia do Povo e foi uma das figuras influentes da Terceira Conferência Geral do Episcopado Latino-Americano. A teologia de Gera era mais oral do que escrita, pois embora escrevesse muito, publicava pouco. No entanto, o Padre Carlos María Galli reuniu algumas de suas obras mais destacadas editando suas Obras Selecionadas em dois volumes.

Gera destacou a categoria de “povo de Deus” e mais precisamente “dos povos”, no plural, para abordar as particularidades históricas e culturais de cada um e em particular do povo argentino. As ideias de Gera também foram influenciadas pela Teoria da Dependência, desenvolvida naqueles anos a partir da sociologia, política e economia. Gera desenvolveu um novo plano pastoral voltado para o povo com base nas peculiaridades locais, ou seja, pessoas de carne e osso e suas ideias políticas, suas limitações ou suas deficiências.